# Albert Catalifaud
Albert Catalifaud, né le 1er avril 1915 au Vigen (Haute-Vienne) et mort le 11 avril 2000 à La Fère (Aisne), est un homme politique français.

## Biographie
Il est élu député de l'Aisne pour quatre mandats consécutifs de 1958 à 1973, date à laquelle il perd son mandat au profit de Roland Renard. Il est également maire de La Fère de 1959 à 1989 et conseiller général du canton de La Fère de 1973 à 1994.

## Détail des fonctions et des mandats
Mandats parlementaires
- 9 décembre 1958 - 9 octobre 1962 : Député de la 4e circonscription de l'Aisne
- 25 novembre 1962 - 2 avril 1967 : Député de la 4e circonscription de l'Aisne
- 12 mars 1967 - 30 mai 1968 : Député de la 4e circonscription de l'Aisne
- 23 juin 1968 - 1er avril 1973 : Député de la 4e circonscription de l'Aisne